# عطسه (مجموعه نمایش خانگی)
عطسه یک سریال ۱۰ قسمتی به کارگردانی مهران مدیری است که در سال ۱۳۹۴ تولید و در نمایش خانگی پخش شد. سریال عطسه شامل آیتم‌های مختلف طنز می‌باشد که دارای موضوعات اجتماعی است و هر قسمت آن در بازه مزمانی مشخص یعنی دو هفته یک‌بار از هفته اول تیر ۱۳۹۴، وارد شبکه نمایش خانگی شد. این سریال در فروردین ۱۳۹۸ از شبکه پنج پخش شد. این سریال در واقع ادامه سریال شوخی کردم می‌با‌شد.

## بازیگران
- سیامک انصاری
- سپند امیرسلیمانی
- علی اوجی
- شراره ارمغانی
- فلامک جنیدی
- سروش جمشیدی
- سید جواد رضویان
- نصرالله رادش
- آذین رئوف
- ماندانا سوری
- گلناز عباسی
- یلدا عباسی
- مهران غفوریان
- نیما فلاح
- عارف لرستانی
- علی لک‌پوریان
- مهران مدیری
- دریا مرادی‌دشت
- غلامرضا نیکخواه
- رامین ناصرنصیر
- آرش نوذری
- سام نوری
- سحر ولدبیگی
- محمدرضا هدایتی